# Рареш Бурнете
Рареш Кетелін Бурнете (рум. Rareș Cătălin Burnete, нар. 31 січня 2004, Сігішоара, Румунія) — румунський футболіст, нападник італійського клубу «Лечче».

## Ігрова кар'єра

### Клубна
Рареш Бурнете є вихованцем румунської Футбольної академії Георге Хаджі, де він займався футболом з 2018 року.
Восени 2020 року футболіст перебрався до Італії, де приєднався до молодіжної команди клубу «Лечче». З сезону 2021/22 футболіста було внесно в заявку першої команди на участь у Серіє В, де «Лечче» виборов право на підвищення. Дебют Бурнете на професійному рівні відбувся 16 грудня 2021 року у матчі Серії А проти «Спеції», коли нападник вийшов на заміну в кінці матчу і відзначився гольовою передачею.
Весною 2022 року Бурнете підписав з клубом контракт до 2025 року.

### Збірна
З 2023 року Рареш Бурнете є гравцем молодіжної збірної Румунії.